# Antigastra
Antigastra és un gènere d'arnes de la família Crambidae.

## Taxonomia
- Antigastra catalaunalis (Duponchel, 1833)
- Antigastra longipalpis Swinhoe, 1894
- Antigastra morysalis (Walker, 1859)